# Église Notre-Dame-de-l'Annonciation de Lentillac
L'église Notre-Dame-de-l'Annonciation est une église catholique située à Latouille-Lentillac, en France.

## Localisation
L'église est située dans le département français du Lot sur le territoire de la commune de Latouille-Lentillac.

## Historique
L'église est en partie romane, du XIIe siècle. Il en reste probablement l'abside précédée d'une travée droite.
Un vantail du portail ouest est daté de 1740 et la porte sud porte la date 1769, date probable de la construction du bas-côté sud. Le lambris de couvrement a été réalisé dans cette même campagne du XVIIIe siècle avant d'être refaite au XXe siècle.
Le clocher-porche porte la date de 1821.
L'édifice a été classé au titre des monuments historiques le 14 février 1938.

## Description
L'église a un plan simple à nef centrale avec chapelles accolées et un clocher-porche à l'ouest. L'abside est voûtée d'ogives et la travée droite qui la précède, en berceau brisé. La voûte de la nef n'existe plus, certainement écroulée, remplacée par un lambris de couvrement.
Les modillons de la corniche de l'abside sont ornés de têtes d'homme et d'animaux.
Des vestiges d'un décor antérieur au XIXe siècle sont visibles sur l'arc d'entrée de la chapelle nord.